# ペット・ロック

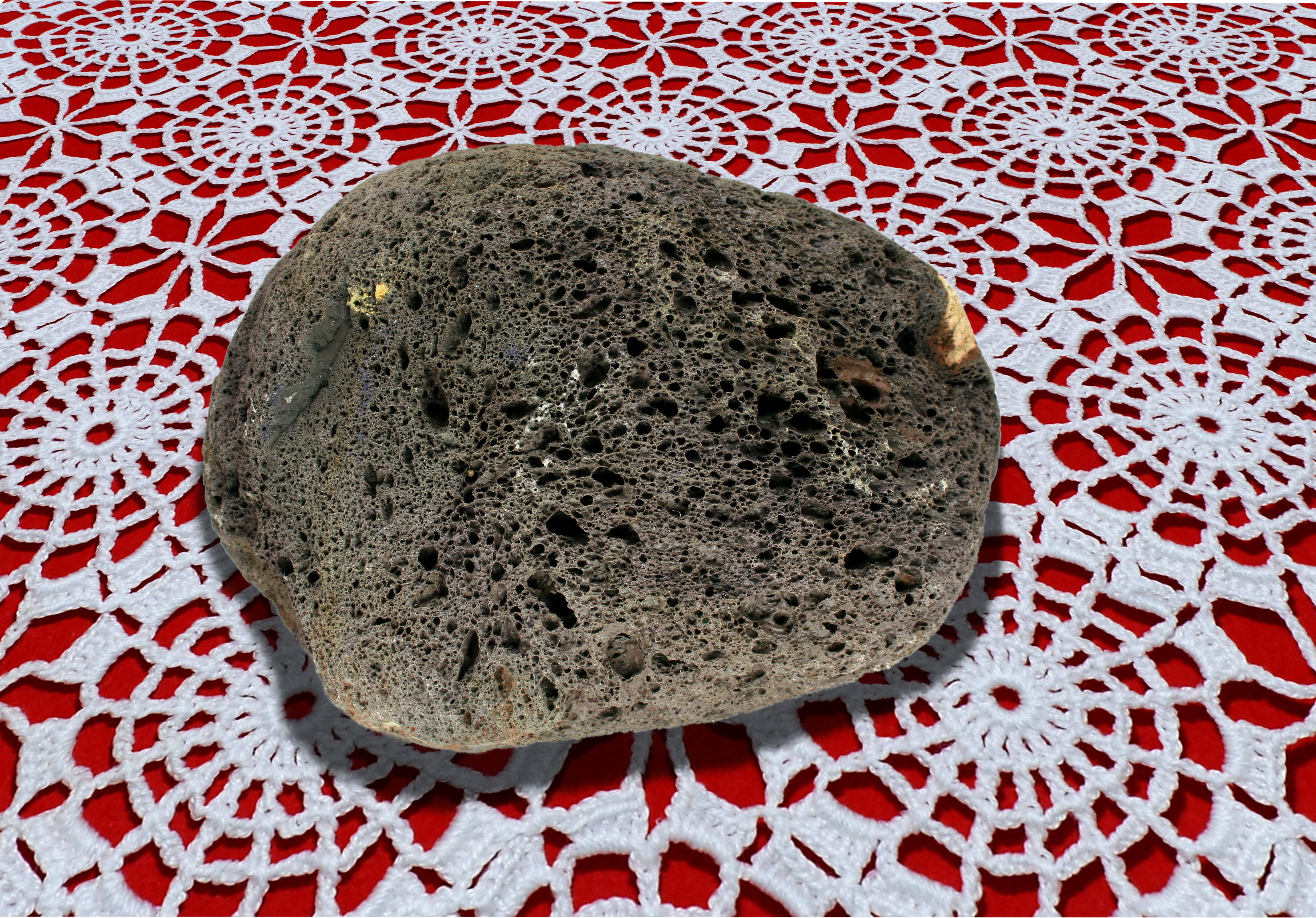
ペット・ロックの一例

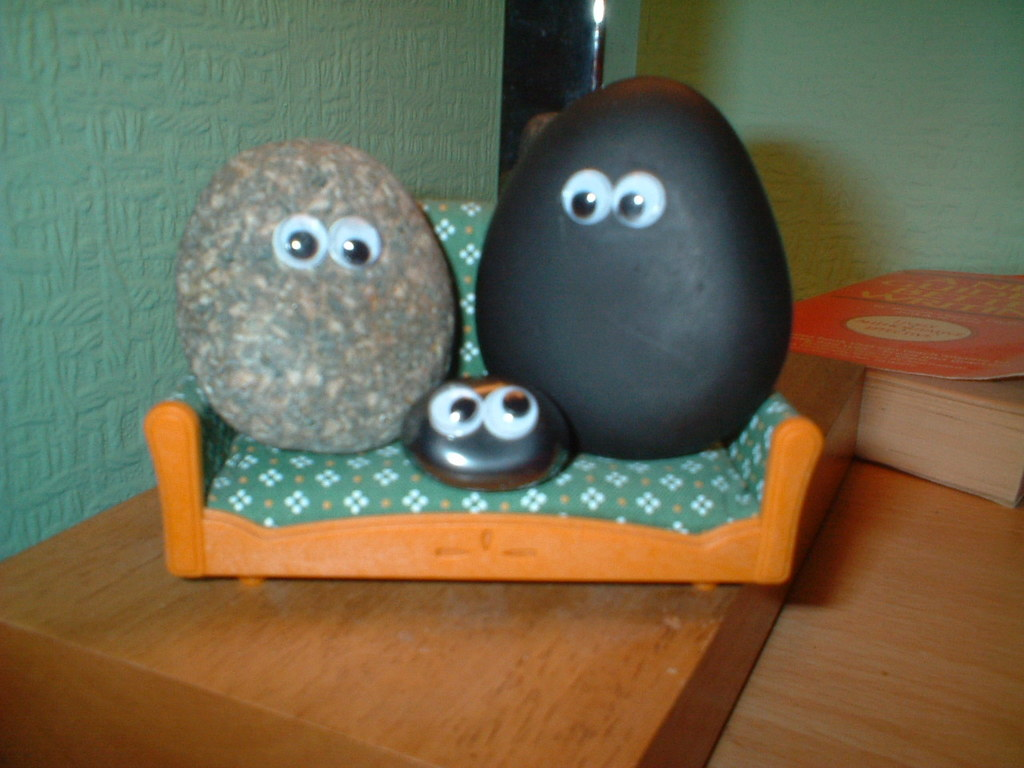
目の付いたペット・ロックの家族

ペット・ロック（英: Pet Rock）は、1970年代にアメリカで流行した玩具の一つで、ごく普通の石を仮想的なペットに見立てて愛玩するというもの。
1975年、アメリカ人のゲイリー・ダウル (Gary Dahl) が、ペットの飼育には楽しみとともに、ストレスや出費といった欠点をともなうことから、それらの欠点が一切ないペットとして発案した。日本でも1977年（昭和52年）にトミー（現・タカラトミー）から発売された。
商品内容は、ペットとしての石に加え、動物のペットと同じように通気孔のあいたキャリーケース、石を鎮座させるための布や藁、飼育方法や訓練方法を記載したマニュアルと血統書がセットになっている。購入者はマニュアルをもとに、石に対してイヌなどと同様に「来い」「お座り」「伏せ」といった基礎訓練を施し、決まった時間に入浴させ、ベッドに入れ休息を与える。さらに家族、友人、恋人といったペット・ロックを一緒にさせるといった楽しみもある。
ペットロックは3ドル95セントで販売され、半年間で推定5百万個以上を売り上げた。石の原価はほぼ無視でき、梱包費用やマニュアルなどの同梱物、それに送料を考慮しても、1個あたりおよそ3ドルが利益と見積もられる、1975年の6ヶ月間でのダールの収益は1500万ドル以上に達したと推定される。ただの石に過ぎないペット・ロックがここまで売れた理由は、ペットを飼うことで和みを得られ、なおかつ動物の飼育のような様々な面倒さから解放されるといったメリットを、消費者に対して効果的にアピールしたためと指摘されている。
藤子・F・不二雄によるSF短編漫画『オヤジ・ロック』でも取り上げられており、作中では「飼い主が勝手に感情移入して満足している」と述べられている。
2010年にはパソコン商品版として、ただの石をパソコンにUSB接続する「USB Pet Rock」がアメリカで発売され、日本でも秋葉原の店頭に並んだ。やはりただの石に過ぎず、パソコンに接続しても何も動作することはない。
www.petrock.com から復刻版のペット・ロックが販売されている。「公式」、「たった19.55ドル」、「ミニオンズ_フィーバーに登場」、「まほうのレシピに登場」、「アメリカンガール人形に限定同梱」と表記がある。